# Chlotrudis Awards
 (janvier 2021).
Si vous disposez d'ouvrages ou d'articles de référence ou si vous connaissez des sites web de qualité traitant du thème abordé ici, merci de compléter l'article en donnant les références utiles à sa vérifiabilité et en les liant à la section « Notes et références ».
Les Chlotrudis Awards sont des récompenses de cinéma américaines décernées depuis 1995 par la Chlotrudis Society for Independent Film. Elles sont considérées parmi les récompenses les plus importantes du cinéma indépendant international.

## Catégories de récompense
En gras sont indiquées les catégories actuellement décernées.
- Meilleur film (Best Film) – depuis 1995
- Meilleur réalisateur (Best Director) – depuis 1997
- Meilleur acteur (Best Actor) – depuis 1995
- Meilleure actrice (Best Actress) – depuis 1995
- Meilleur acteur dans un second rôle (Best Supporting Actor) – depuis 1995
- Meilleure actrice dans un second rôle (Best Supporting Actress) – depuis 1995
- Meilleure distribution (Best Cast / Best Performance by an Ensemble Cast) – depuis 2001
- Meilleur scénario (Best Screenplay) – de 1998 à 2000
  - Meilleur scénario original (Best Original Screenplay) – depuis 2001
  - Meilleur scénario adapté (Best Adapted Screenplay) – depuis 2001
- Meilleurs décors (Best Production Design) – depuis 2010
- Meilleure photographie (Best Cinematography) – depuis 1998
- Buried Treasure – depuis 2003
- Meilleur film documentaire (Best Documentary) – depuis 2002
- Meilleur court métrage (Best Short Film) – de 2001 à 2009